# Кривицкие-Тимченки
Кривицкие-Тимченки (пол. Krzywicki) — дворянский род.
Потомство Тимофея Кривицкого, Новгород-Северского сотенного хоружего (1715).

## Описание герба
В красном поле золотая фигура, напоминающая букву М, увенчанная по краям двумя золотыми крестами и пересечённая серебряной стрелой вправо.
Щит увенчан дворянскими шлемом и короной. Нашлемник: три страусовых пера. Намёт на щите красный подложен серебром.